# STS-6
STS-6 — первый космический полёт МТКК «Челленджер», шестой полёт по программе «Спейс шаттл». В ходе первого полёта «Челленджера», впервые был осуществлён выход в открытый космос из шаттла, а также впервые использовался Extravehicular Mobility Unit — скафандр для выхода в открытый космос. В качестве полезной нагрузки шаттл нёс на борту первый спутник системы TDRS, экипажем челнока был произведён запуск спутника.

## Экипаж
- НАСА: Пол Уайтц командир (2);
- НАСА: Кэрол Бобко пилот (1);
- НАСА: Дональд Питерсон (1) — специалист по программе полёта 1;
- НАСА: Стори Масгрейв (1) — специалист по программе полёта 2.

### Выходы в открытый космос
- Выход 1 —  Масгрейв и Питерсон
- Начало: 7 апреля 1983, 21:05 UTC
- Окончание: 8 апреля 1983, 01:15 UTC
- Продолжительность: 4 часа 10 минут

Освоение техники перемещения вдоль поручней по бокам грузового отсека шаттла и переноса грузов, имитация закрытия створок грузового отсека, испытания инструмента, якоря и скафандра EMU.

## Описание полёта

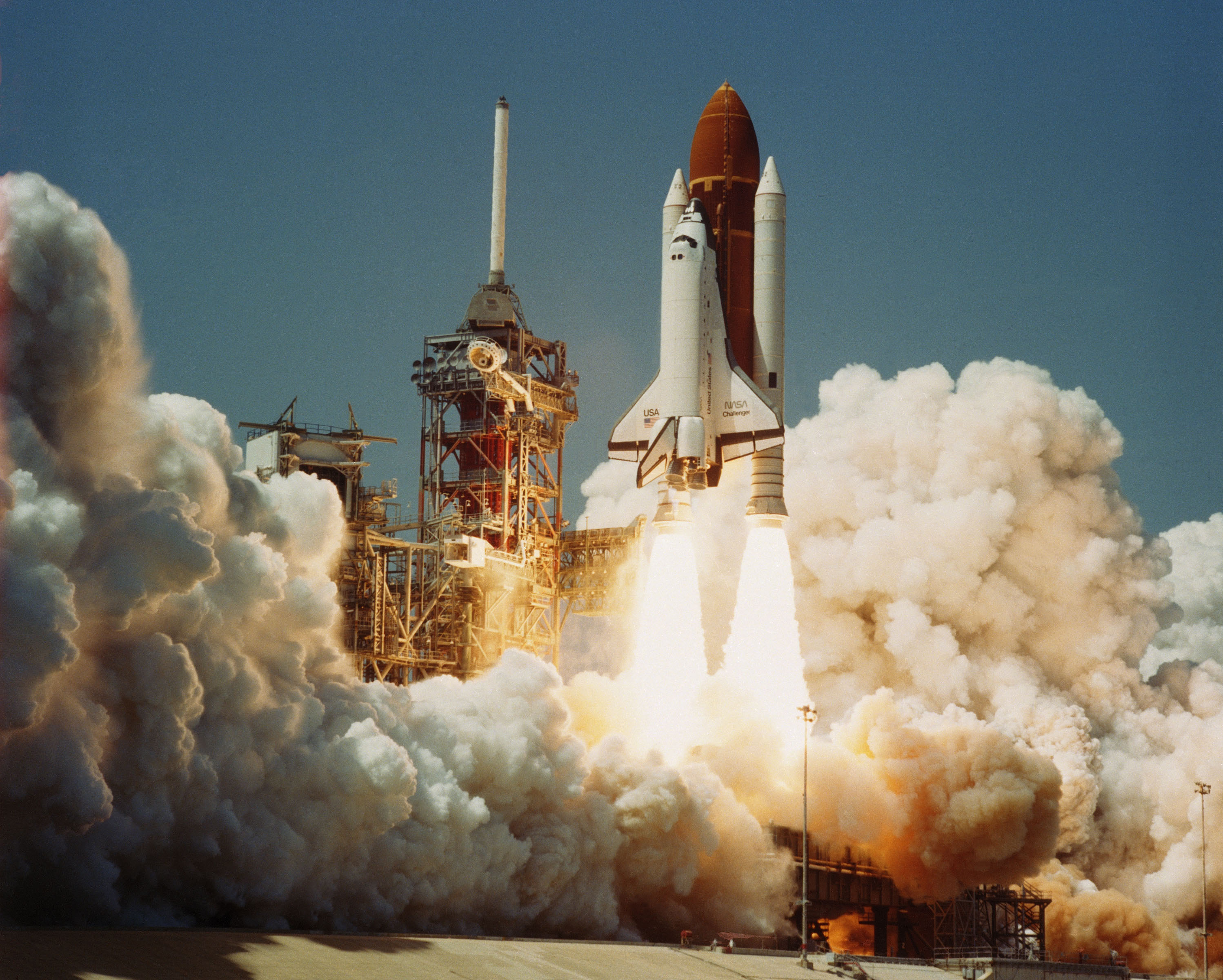
Challenger начинает свой первый полет
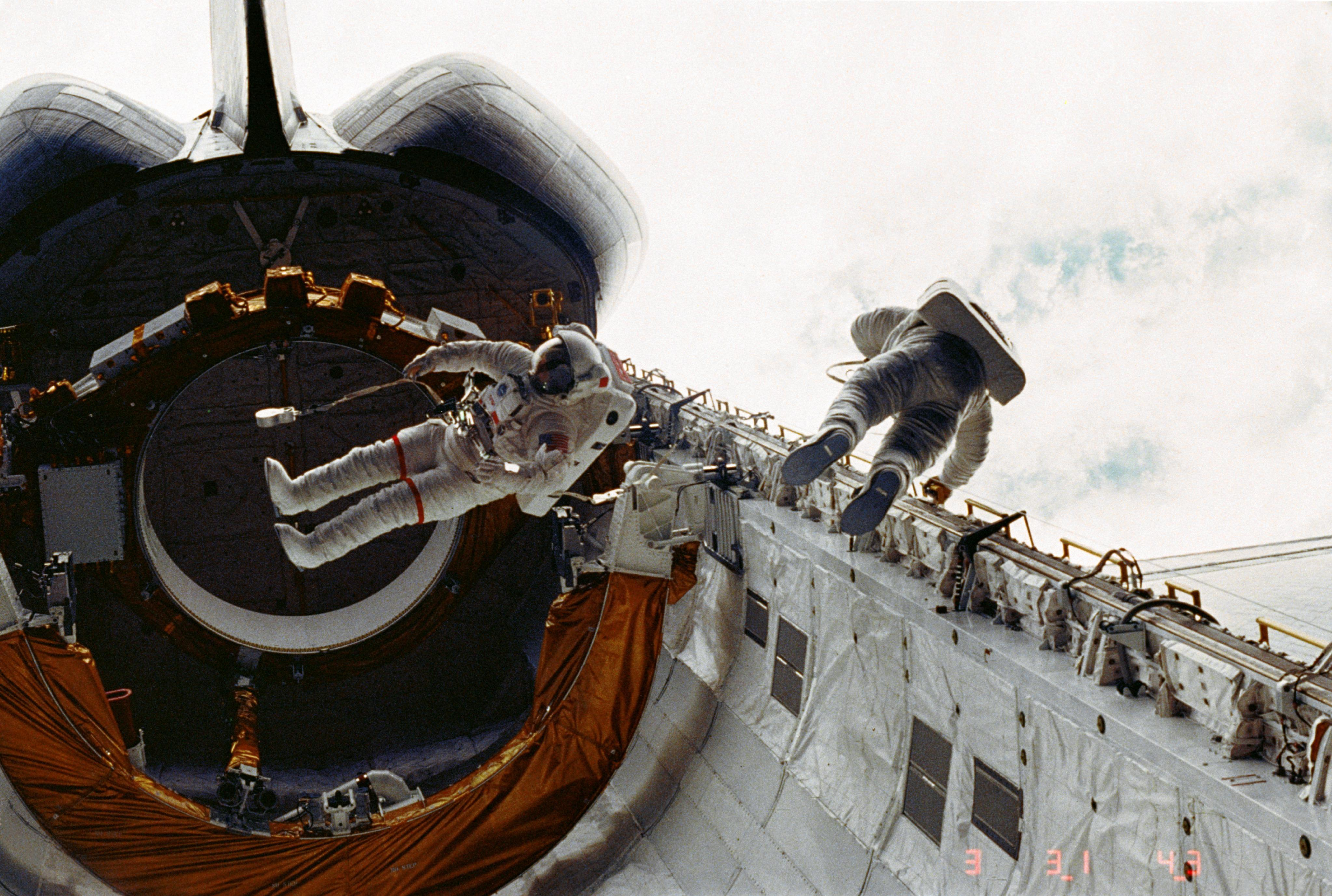
Масгрэйв, слева, и Петерсон  в грузовом отсеке Challenger во время EVA.
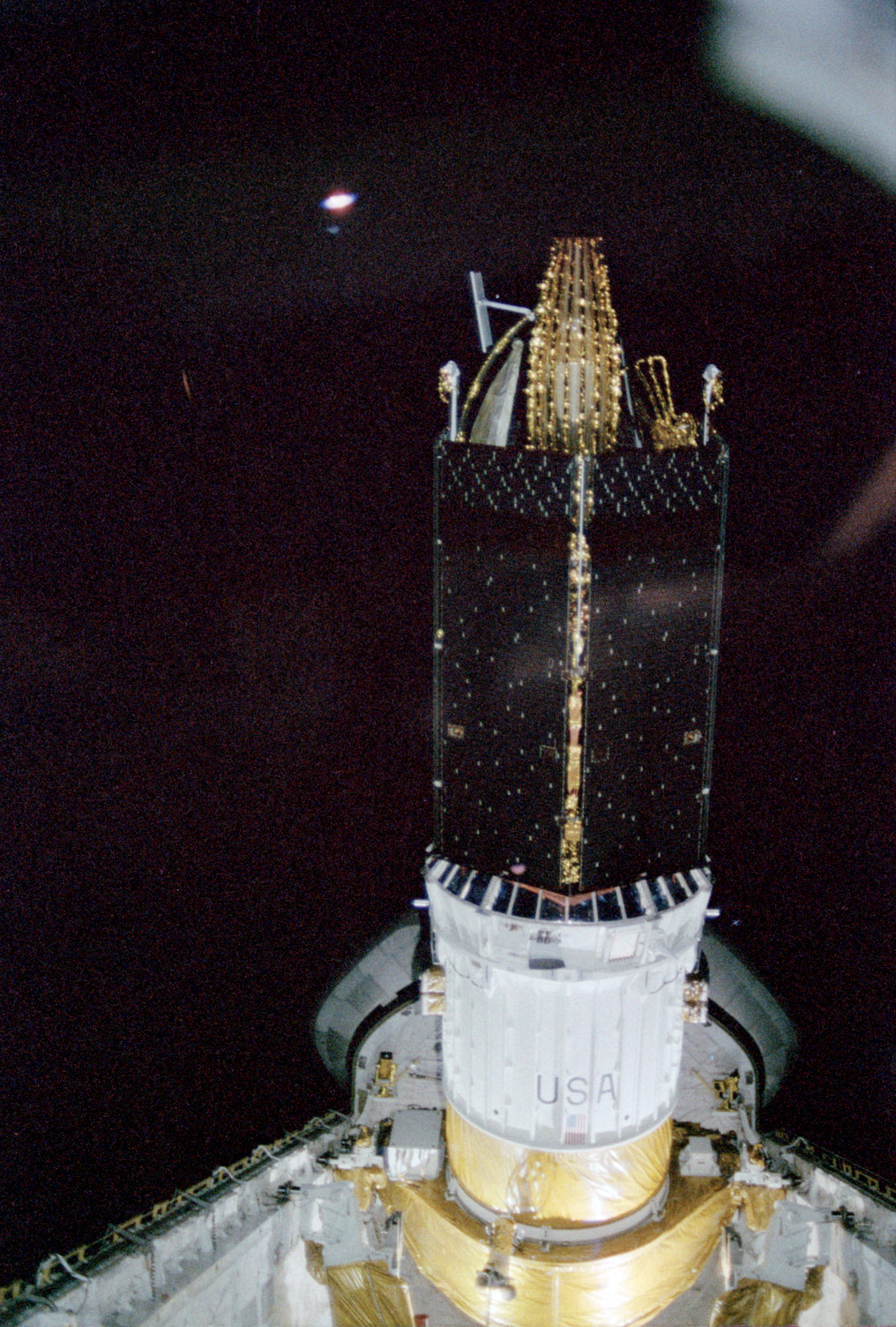
TDRS-развертывается.
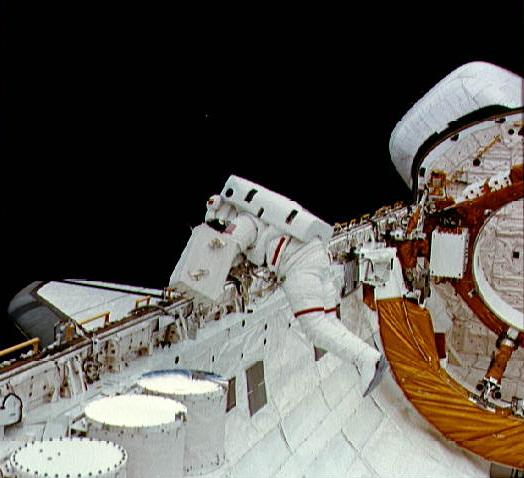
Масгрэйв во время EVA.
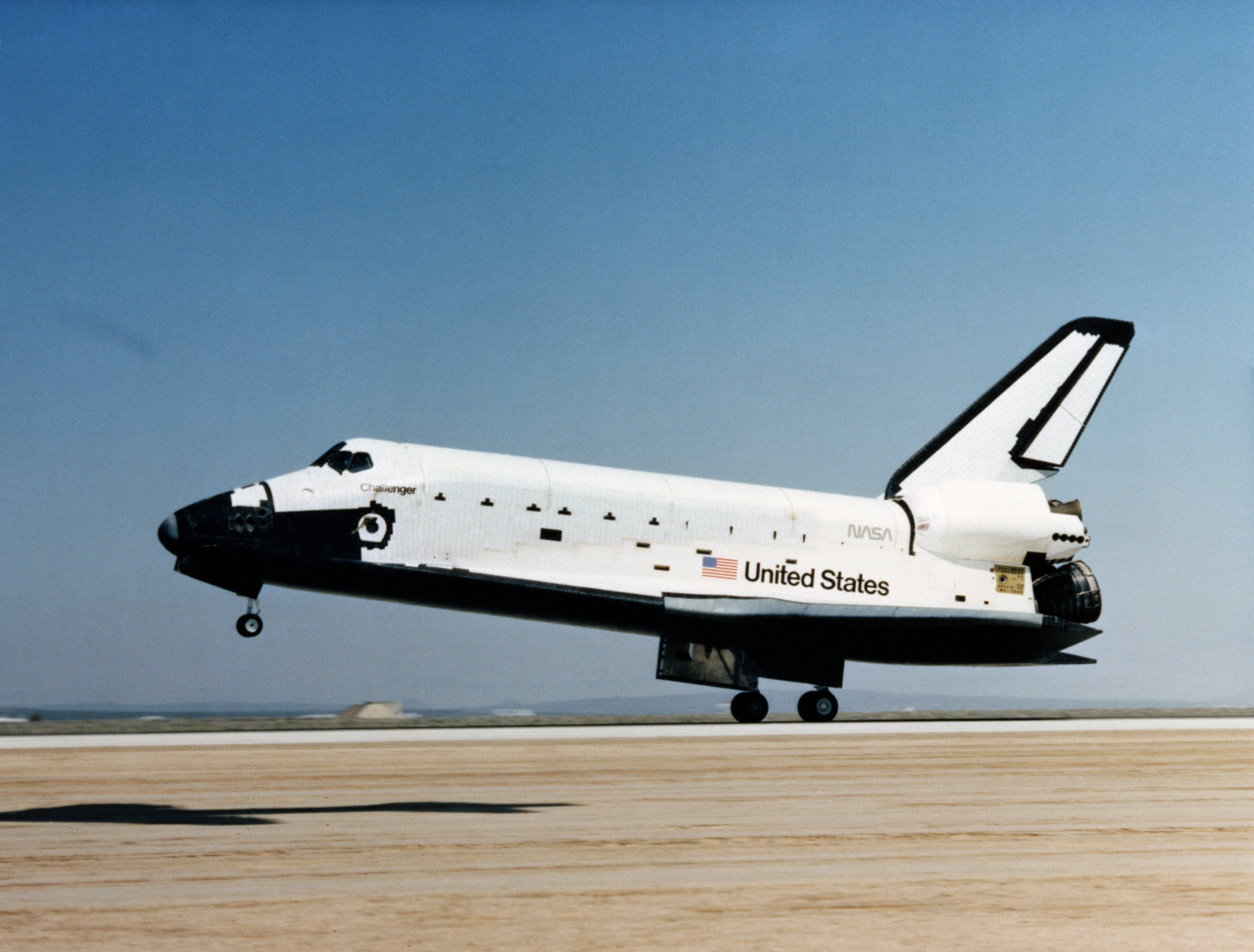
Challenger приземлился в авиабазе Эдвардс 9 апреля 1983 года.